# Саша (село)
Саша (укр. Саша) — село на Украине, находится в Тепликском районе Винницкой области.
Код КОАТУУ — 0523786301. Население по переписи 2001 года составляет 440 человек. Почтовый индекс — 23843. Телефонный код — 4353.
Занимает площадь менее 1 км².